# Allacta parva
Allacta parva är en kackerlacksart som beskrevs av Robert Walter Campbell Shelford 1906. Allacta parva ingår i släktet Allacta och familjen småkackerlackor. Inga underarter finns listade i Catalogue of Life.